# Raúl Jiménez
Raúl Alonso Jiménez Rodríguez (tiếng Tây Ban Nha: [raˈul xiˈmenes]; sinh ngày 5 tháng 5 năm 1991) là một cầu thủ bóng đá chuyên nghiệp người México chơi cho câu lạc bộ bóng đá Fulham F.C. tại Premier League và Đội tuyển bóng đá quốc gia México ở vị trí tiền đạo cắm.

## Câu lạc bộ sự nghiệp

### América

#### 2011-2012
Jiménez bắt đầu sự nghiệp chơi cho Club América hệ thống thanh thiếu niên, được coi là một tiền đạo trẻ đầy triển vọng. Vào ngày 9 tháng 10 năm 2011, dưới sự huấn luyện của huấn luyện viên tạm thời Alfredo Tena, Jiménez đã ra mắt chơi chuyên nghiệp trong giải đấu Apertura kết thúc với tỷ số hòa 1. Anh đã ghi bàn thắng đầu tiên vào ngày 30 tháng 10 trong trận thua 2 trận 3 trước Puebla, ghi bàn ở phút thứ hai của trận đấu. Anh đã xuất hiện sáu lần và ghi một bàn thắng trong giải đấu đầu tay của mình.
Jiménez đã không xuất hiện trong [[201112 đến như là một thay thế nửa thứ hai cho Christian Bermúdez. Anh ấy đã ghi bàn thắng đầu tiên của giải đấu vào ngày 9 tháng 3 trong trận hòa 1:1 trong trận đấu với Tijuana tại Estadio Caliente. Jiménez xuất hiện mười hai lần và ghi bàn một lần trong Clausura, với América bị loại ở bán kết bởi Monterrey.

## Thống kê sự nghiệp

### Câu lạc bộ
Tính đến 8 tháng 11 năm 2020
| Câu lạc bộ                     | Mùa giải            | Giải đấu            | Giải đấu | Giải đấu | Cúp quốc gia1 | Cúp quốc gia1 | Châu lục2 | Châu lục2 | Tổng cộng | Tổng cộng |
| Câu lạc bộ                     | Mùa giải            | Hạng                | Trận     | Bàn      | Trận          | Bàn           | Trận      | Bàn       | Trận      | Bàn       |
| ------------------------------ | ------------------- | ------------------- | -------- | -------- | ------------- | ------------- | --------- | --------- | --------- | --------- |
| América                        | 2011–12             | Primera División    | 18       | 2        | —             | —             | —         | —         | 18        | 2         |
| América                        | 2012–13             | Liga MX             | 39       | 14       | 2             | 0             | —         | —         | 41        | 14        |
| América                        | 2013–14             | Liga MX             | 35       | 16       | 2             | 1             | 2         | 2         | 39        | 19        |
| América                        | 2014–15             | Liga MX             | 4        | 4        | —             | —             | 0         | 0         | 4         | 4         |
| América                        | Tổng cộng           | Tổng cộng           | 96       | 36       | 4             | 1             | 2         | 2         | 102       | 39        |
| Atlético Madrid                | 2014–15             | La Liga             | 21       | 1        | 5             | 0             | 1         | 0         | 27        | 1         |
| Benfica                        | 2015–16             | Primeira Liga       | 28       | 5        | 7             | 4             | 10        | 3         | 45        | 12        |
| Benfica                        | 2016–17             | Primeira Liga       | 19       | 7        | 7             | 3             | 6         | 1         | 32        | 11        |
| Benfica                        | 2017–18             | Primeira Liga       | 33       | 6        | 5             | 2             | 5         | 0         | 43        | 8         |
| Benfica                        | Tổng cộng           | Tổng cộng           | 80       | 18       | 19            | 9             | 21        | 4         | 120       | 31        |
| Wolverhampton Wanderers (mượn) | 2018–19             | Premier League      | 38       | 13       | 6             | 4             | —         | —         | 44        | 17        |
| Wolverhampton Wanderers        | 2019–20             | Premier League      | 38       | 17       | 2             | 0             | 15        | 10        | 55        | 27        |
| Wolverhampton Wanderers        | 2020–21             | Premier League      | 8        | 4        | 1             | 0             | —         | —         | 9         | 4         |
| Wolverhampton Wanderers        | Tổng cộng           | Tổng cộng           | 84       | 34       | 9             | 4             | 15        | 10        | 108       | 48        |
| Tổng cộng sự nghiệp            | Tổng cộng sự nghiệp | Tổng cộng sự nghiệp | 281      | 89       | 35            | 13            | 39        | 16        | 355       | 118       |

1Bao gồm Copa MX, Copa del Rey, Supercopa de España, Taça de Portugal, Taça da Liga, Supertaça Cândido de Oliveira và FA Cup.
2Bao gồm CONCACAF Champions League, UEFA Champions League và UEFA Europa League.

### Quốc tế
Tính đến ngày 21 tháng 11 năm 2023
| 2013      | 19  | 4  |
| 2014      | 8   | 2  |
| 2015      | 14  | 3  |
| 2016      | 7   | 1  |
| 2017      | 12  | 4  |
| 2018      | 9   | 2  |
| 2019      | 13  | 8  |
| 2020      | 4   | 3  |
| 2021      | 5   | 1  |
| 2022      | 7   | 2  |
| 2023      | 7   | 3  |
| Tổng cộng | 105 | 33 |

#### Bàn thắng quốc tế
Tỷ số của México được liệt kê trước, cột tỷ số ghi tỷ số sau mỗi bàn thắng của Jiménez.
| #  | Ngày                 | Địa điểm                                                     | Đối thủ            | Bàn thắng | Kết quả | Giải đấu                        |
| -- | -------------------- | ------------------------------------------------------------ | ------------------ | --------- | ------- | ------------------------------- |
| 1  | 11 tháng 7 năm 2013  | CenturyLink Field, Seattle, Hoa Kỳ                           | Canada             | 1–0       | 2–0     | Cúp Vàng CONCACAF 2013          |
| 2  | 20 tháng 7 năm 2013  | Georgia Dome, Atlanta, Hoa Kỳ                                | Trinidad và Tobago | 1–0       | 1–0     | Cúp Vàng CONCACAF 2013          |
| 3  | 11 tháng 10 năm 2013 | Sân vận động Azteca, Mexico City, México                     | Panama             | 2–1       | 2–1     | Vòng loại FIFA World Cup 2014   |
| 4  | 13 tháng 11 năm 2013 | Sân vận động Azteca, Mexico City, México                     | New Zealand        | 2–0       | 5–1     | Vòng loại FIFA World Cup 2014   |
| 5  | 18 tháng 11 năm 2014 | Borisov Arena, Borisov, Belarus                              | Belarus            | 1–0       | 2–3     | Giao hữu                        |
| 6  | 18 tháng 11 năm 2014 | Borisov Arena, Borisov, Belarus                              | Belarus            | 2–1       | 2–3     | Giao hữu                        |
| 7  | 15 tháng 6 năm 2015  | Sân vận động Quốc gia, Santiago, Chile                       | Chile              | 2–1       | 3–3     | Copa América 2015               |
| 8  | 19 tháng 6 năm 2015  | Sân vận động El Teniente, Rancagua, Chile                    | Ecuador            | 1–2       | 1–2     | Copa América 2015               |
| 9  | 4 tháng 9 năm 2015   | Sân vận động Rio Tinto, Sandy, Hoa Kỳ                        | Trinidad và Tobago | 2–2       | 3–3     | Giao hữu                        |
| 10 | 2 tháng 9 năm 2016   | Sân vận động Cuscatlán, San Salvador, El Salvador            | El Salvador        | 3–1       | 3–1     | Vòng loại FIFA World Cup 2018   |
| 11 | 1 tháng 6 năm 2017   | Sân vận động MetLife, East Rutherford, Hoa Kỳ                | Cộng hòa Ireland   | 2–0       | 3–1     | Giao hữu                        |
| 12 | 8 tháng 6 năm 2017   | Sân vận động Azteca, Mexico City, México                     | Honduras           | 3–0       | 3–0     | Vòng loại FIFA World Cup 2018   |
| 13 | 21 tháng 6 năm 2017  | Sân vận động Olympic Fisht, Sochi, Nga                       | New Zealand        | 1–1       | 2–1     | FIFA Confed Cup 2017            |
| 14 | 13 tháng 11 năm 2017 | Sân vận động Energa Gdańsk, Gdańsk, Ba Lan                   | Ba Lan             | 1–0       | 1–0     | Giao hữu                        |
| 15 | 7 tháng 9 năm 2018   | Sân vận động NRG, Houston, Hoa Kỳ                            | Uruguay            | 1–1       | 1–4     | Giao hữu                        |
| 16 | 11 tháng 10 năm 2018 | Sân vận động Universitario, San Nicolás de los Garza, México | Costa Rica         | 3–2       | 3–2     | Giao hữu                        |
| 17 | 22 tháng 3 năm 2019  | Sân vận động SDCCU, San Diego, Hoa Kỳ                        | Chile              | 1–0       | 3–1     | Giao hữu                        |
| 18 | 16 tháng 6 năm 2019  | Sân vận động Rose Bowl, Pasadena, Hoa Kỳ                     | Cuba               | 2–0       | 7–0     | Cúp Vàng CONCACAF 2019          |
| 19 | 16 tháng 6 năm 2019  | Sân vận động Rose Bowl, Pasadena, Hoa Kỳ                     | Cuba               | 5–0       | 7–0     | Cúp Vàng CONCACAF 2019          |
| 20 | 29 tháng 6 năm 2019  | Sân vận động NRG, Houston, Hoa Kỳ                            | Costa Rica         | 1–0       | 1–1     | Cúp Vàng CONCACAF 2019          |
| 21 | 2 tháng 7 năm 2019   | Sân vận động State Farm, Glendale, Hoa Kỳ                    | Haiti              | 1–0       | 1–0     | Cúp Vàng CONCACAF 2019          |
| 22 | 15 tháng 11 năm 2019 | Sân vận động Rommel Fernández, Panama City, Panama           | Panama             | 1–0       | 3–0     | CONCACAF Nations League 2019–20 |
| 23 | 15 tháng 11 năm 2019 | Sân vận động Rommel Fernández, Panama City, Panama           | Panama             | 3–0       | 3–0     | CONCACAF Nations League 2019–20 |
| 24 | 7 tháng 10 năm 2020  | Johan Cruyff Arena, Amsterdam, Hà Lan                        | Hà Lan             | 1–0       | 1–0     | Giao hữu                        |
| 25 | 14 tháng 11 năm 2020 | Sân vận động Wiener Neustadt, Wiener Neustadt, Áo            | Hàn Quốc           | 1–1       | 3–2     | Giao hữu                        |
| 26 | 17 tháng 11 năm 2020 | Sân vận động Merkur-Arena, Graz, Áo                          | Nhật Bản           | 1–0       | 2–0     | Giao hữu                        |
| 27 | 13 tháng 10 năm 2021 | Sân vận động Cuscatlán, San Salvador, El Salvador            | El Salvador        | 2–0       | 2–0     | Vòng loại FIFA World Cup 2022   |
| 28 | 2 tháng 2 năm 2022   | Sân vận động Azteca, Mexico City, México                     | Panama             | 1–0       | 1–0     | Vòng loại FIFA World Cup 2022   |
| 29 | 30 tháng 3 năm 2022  | Sân vận động Azteca, Mexico City, México                     | El Salvador        | 2–0       | 2–0     | Vòng loại FIFA World Cup 2022   |
| 30 | 7 tháng 6 năm 2023   | Sân vận động Mazatlán, Mazatlán, México                      | Guatemala          | 1–0       | 2–0     | Giao hữu                        |
| 31 | 9 tháng 9 năm 2023   | Sân vận động AT&T, Arlington, Hoa Kỳ                         | Úc                 | 1–2       | 2–2     | Giao hữu                        |
| 32 | 12 tháng 9 năm 2023  | Sân vận động Mercedes-Benz, Atlanta, Hoa Kỳ                  | Uzbekistan         | 1–1       | 3–3     | Giao hữu                        |
| 33 | 12 tháng 9 năm 2023  | Sân vận động Mercedes-Benz, Atlanta, Hoa Kỳ                  | Uzbekistan         | 2–2       | 3–3     | Giao hữu                        |